# Fuck Me I'm Famous
Fuck Me I'm Famous —llamado F*** Me I'm Famous —es una serie de álbumes recopilatorios del rapero, disc jockey y productor francés David Guetta. Distribuido por Universal Music Group bajo licencia exclusiva del sello discográfico Ministry of Sound de Australia, el primer álbum de la serie fue lanzado en 2003.

## Fuck Me I'm Famous(2003)
Es el primer volumen de la serie se lanzó el 1 de julio de 2003, a través de Virgin Music. Más tarde Ultra Records lanzó un doble disco, incluyendo una compilación en DVD. «Just for One Day (Heroes)» es el primer sencillo del álbum.
1. "Just for One Day (Heroes)" – David Guetta vs. Bowie
2. "Shout" – E-Funk featuring Donica Thornton
3. "Shake It" : Lee-Cabrera
4. "Fuckin' Track" : Da Fresh
5. "Satisfaction" : Benny Benassi
6. "Distortion" : David Guetta featuring Chris Willis
7. "Dancing in the Dark" : 4 Tune 500
8. "Heart Beat" : Africanism by Martin Solveig
9. "Sunshine" : Tomaz vs. Filterheadz
10. "Sometimes : Deux
11. "If You Give Me Love" : Crydajam
12. "Ghetto Blaster" : Twin Pitch
13. "Stock Exchange" : Miss Kittin & The Hacker
14. "Who Needs Sleep Tonight" : Bob Sinclar
15. "Bye Bye Superman" (Dancefloor Killa Remix) : Geyster
16. "Bucci Bag" : Andrea Doria

Deluxe Edition Bonus DVD
1. "F.M.I.F Compilation 2003" (Compilation Video)

## Fuck Me I'm Famous Vol. 2(2005)
El segundo volumen de la serie fue lanzado por primera vez el 18 de julio de 2005. Luego se lanzó una versión ampliada, fue publicada el 29 de agosto de 2005, que contiene dos discos, y algunas modificaciones de la lista de canciones.
1. "Zookey - Lift Your Leg Up" (Bob Sinclar Remix) – Yves Larock Feat. Roland Richards
2. "Freek U" (Full Intention Club Mix) – Bon Garçon
3. "Most Precious Love" (Dennis Ferrer Remix) – Blaze featuring Barbara Tucker
4. "Everybody" – Martin Solveig
5. "Pump Up the Jam" (Kurd Maverick Remix) – D.O.N.S. featuring Technotronic
6. "Geht's Noch" – Roman Flugel
7. "Not So Dirty" – Who's Who
8. "The World Is Mine" (FMIF Remix)– David Guetta featuring JD Davis
9. "Shot You Down" – Audio Bullys featuring Nancy Sinatra
10. "I Like the Way (You Move)" – BodyRockers
11. "Say Hello" (Angello & Ingrosso Remix) – Deep Dish
12. "In Love With Myself" (Robbie Rivera Edit Remix) – David Guetta featuring JD Davis
13. "Miss Me Blind" (David Guetta & Joachim Garraud Remix) – Culture Club
14. "Rock the Choice" (Sebastian Ingrosso Remix) – Joachim Garraud
15. "Manga" – H-Man aka Oliver Huntemann & Stephan Bodzin
16. "Louder Than the Bomb" – Tiga
17. "The Drill" – The Drill
18. "Infatuation" – Jan Francisco and Joseph Armani

Versión Internacional
- Disco Uno

1. "Most Precious Love" – Blaze & UDA, Barbara Tucker (Dennis Ferrer Remix)
2. "Gabryelle" – DJ Spen present DJ Technic
3. "Yeah" – Steve Angello & Sebastian Ingrosso
4. "Pump Up The Jam" – D.O.N.S & Technotronic (Kurd Maverick Remix)
5. "Geht's Noch" – Roman Flügel
6. "Not So Dirty" – Who's Who
7. "The World Is Mine" – David Guetta & JD Davis (FMIF Remix)
8. "Miss Me Blind" – Culture Club (David Guetta & Joachim Garraud FMIF Mix)
9. "Rock The Choice" – Joachim Garraud (Sebastian Ingrosso Remix)
10. "Manga" – H-Man
11. "Avalon" – Juliet (FMIF Remix)
12. "The Drill" – The Drill
13. "In Love With Myself" – David Guetta (Robbie Rivera Remix)
14. "Waiting In The Darkness" – Erick Morillo & Leslie Carter (Harry Romero Remix)

- Disco Dos

1. "Louder Than A Bomb" – Tiga
2. "We Interrupt This Program" – Coburn
3. "First Day" – Timo Maas (Buick Project Dub)
4. "Wait And See" – Tiefschwarz & Chikinki (Alter Ego Remix)
5. "Sword Fight" – Lower East Side
6. "It's Magic" – Fat Phaze (Lottie & Serge Santiago's Mix)
7. "Bright Lights Fading" – Slam & Billie Ray Martin
8. "Sweat On The Walls" – John Tejada
9. "Safari" – André Kraml & Schad Privat
10. "Du What U Du" (Trentemøller Remix) – Yoshimoto
11. "You Made A Promise" (FMIF Mix) – Shiny Grey
12. "Believe" – The Chemical Brothers
13. "Infatuation" – Jan Francisco & Joseph Armani
14. "Fast Track" – Julien Delfaud, Alex Gopher & Étienne de Crécy present Super Discount 2
15. "Closer to Me" – Chab & JD Davis

## Fuck Me I'm Famous - Ibiza Mix 2006(2006)
El tercer volumen de la serie se publicó el 26 de junio de 2006 a través de Virgin Records. La versión internacional, contiene una versión extendida del álbum, se lanzó el 10 de julio de 2006 a través de Ministry of Sound. Un extra en DVD fue lanzado junto al álbum. «Love Don't Let Me Go (Walking Away)» fue lanzado como sencillo del álbum el 14 de agosto de 2006 después de su aparición en los anuncios de Renault en el Reino Unido.
1. "Walking Away" (Tocadisco Radio Edit) – The Egg
2. "Love Don't Let Me Go" – David Guetta
3. "No More Conversation" (Mylo Remix) – Freeform Five
4. "Same Man" (Extended Vocal Mix) – Till West & DJ Delicious
5. "Something Better" – Martin Solveig
6. "Love Sensation" – Eddie Thoneick and Kurd Maverick
7. "World, Hold On - Children of the Sky" (FMIF Remix) – Bob Sinclar
8. "In My Arms" (Tocadisco Remix) – Mylo
9. "Get It On (Summer Love) (Joe T Vanelli Dubby Mix)" – Joe T Vannelli featuring Rochelle Flemming
10. "5 in the Morning" – Richard F.
11. "The Rub (Never Rock)" – Kurd Maverick
12. "Dance I Said" (Touché Remix) – Erick Morillo and Diddy
13. "Toop Toop" – Cassius
14. "Fuck Swedish" – Logic
15. "Teasing Mr. Charlie" – Steve Angello
16. "Time" – David Guetta featuring Chris Willis

Versión Internacional
- Disco Uno

1. "Love Don't Let Me Go (Walking Away)" – David Guetta
2. "Same Man" – Till West & DJ Delicious
3. "Ascension" – Denis Naidanow
4. "Tell Me Why" – Supermode
5. "It's Too Late" – Evermore vs Dirty South
6. "World, Hold On - Children of the Sky (F*** Me I'm Famous Remix)" – Bob Sinclar
7. "You're No Good for Me" – Tocadisco
8. "Love Sensation '06" (Hi Tack Burnin' Up Club Mix) – Loleatta Holloway
9. "Banquet" (Phones Disco Edit) – Bloc Party
10. "5 in the Morning" – Richard F. Feat. T. Wheeler
11. "Otherwize Then" – Steve Angello & Laidback Luke
12. "Teasing Mr. Charlie" – Steve Angello
13. "World Cup 2006" – Kiko

- Disco Dos

1. "Get It On (Summer Love) (Joe T. Vannelli Dubby Mix)" – Joe T. Vannelli featuring Rochelle Flemming
2. "Save My Soul" – Logic
3. "He Is" (Ferrer & Syndenham Mix) – Copyright featuring Song Williamson
4. "Always and Forever" (Bob Sinclar Remix) – Chocolate Puma
5. "La Luna" – Andy Cato
6. "Transatlantic Flight" (Axwell Remix) – Lorraine
7. "Last Dub on Earth" (Arnaud Rebotini Remix) – Black Strobe
8. "Dance I Said" (Touché Remix) – Erick Morillo and Diddy
9. "Click" – Steve Angello & Sebastian Ingrosso
10. "Meet Her At The Love Parade" (Joachim Garraud Remix) – Da Hool
11. "Bleeep!" – Martijn Ten Velden & Lucien Foort
12. "Fucking Swedish" – Logic

Deluxe Edition Bonus DVD
1. "Fuck Me I'm Famous" (Documentary)
2. "Just A Little More Love" (Music Video)
3. "Love Don't Let Me Go" (Music Video)
4. "Just For One Day (Heroes)" (Music Video)
5. "Money" (Music Video)
6. "The World Is Mine" (Music Video)
7. "Time" (Music Video)

## Fuck Me I'm Famous - Ibiza Mix 2008(2008)
El cuarto volumen de la serie fue lanzado por primera vez el 16 de junio de 2008 por Virgin Records. Luego se publicó una versión ampliada internacional, el 28 de julio de 2008, por Ministry of Sound.
1. "Keep On Rising" – The Ian Carey Project featuring Michelle Shellers
2. "No Stress" – Laurent Wolf featuring Eric Carter
3. "Tomorrow Can Wait" (Tocadisco Remix) – David Guetta & Chris Willis vs. El Tocadisco
4. "Sucker" – Dim Chris
5. "Toys Are Nuts" – Gregor Salto and Chuckie
6. "Move Move" – Robbie Rivera
7. "Outro Lugar" (Tocadisco Remix) – Prok & Fitch Present Salomé de Bahia
8. "Delirious" – David Guetta featuring Tara McDonald
9. "Apocalypse" – Arno Cost & Norman Doray
10. "Toca's Miracle" (Inpetto Edit) – Fragma
11. "So Strong" – Meck featuring Dino
12. "Pjanoo" – Eric Prydz
13. "Runaway" (Albin Myers Remix) – Tom Novy featuring Abigail Bailey
14. "Man with the Red Face" – Mark Knight and Funkagenda
15. "Pears" – Federico Franchi
16. "The Rock" – Joachim Garraud
17. "Jack Is Back" – David Guetta

Versión Internacional
- Disco Uno

1. "Tomorrow Can Wait" – David Guetta & Chris Willis vs. El Tocadisco
2. "Sucker" (Fred Pellichero Remix) – Dim Chris
3. "Toys Are Nuts" – Gregor Salto and Chuckie
4. "Move Move" – Robbie Rivera
5. "Outro Lugar" (Tocadisco Remix) – Prok & Fitch Present Salomé de Bahia
6. "Delirious" (Laidback Luke Remix) – David Guetta featuring Tara McDonald
7. "The One" (Joachim Garraud & David Guetta Remix) – Sharam featuring Daniel Bedingfield
8. "3 Minutes To Explain" – Fedde Le Grand and Funkerman
9. "Klack" – Who's Who
10. "What The F***" – Funkagenda
11. "Bleep" – Sandy Vee
12. "Radio" (Shinichi Osawa Remix) – Felix da Housecat
13. "Jack Is Back" – David Guetta
14. "Pears" – Federico Franchi
15. "The Rock" – Joachim Garraud
16. "Rock 'N' Rave" – Benny Benassi

- Disco Dos

1. "Pjanoo" – Eric Prydz
2. "Runaway" (Albin Myers Remix) – Tom Novy featuring Abigail Bailey
3. "Toca's Miracle" (Inpetto 2008 Mix) – Fragma
4. "Miracle" (Mischa Daniels Remix) – The Frenchmakers featuring Andrea Britton
5. "Golden Walls" – Dahlbäck and Cost
6. "TQ" – Arias
7. "So Strong" (Inpetto Remix) – Meck featuring Dino
8. "Caribe" – Tristan Garner Presents Caribe
9. "You" – Steve Mac and Paul Harris
10. "Humanoidz" (Arno Cost & Norman Doray Remix) – Tom De Neef and Laidback Luke
11. "Ring Road" (Laidback Luke Remix) – Underworld
12. "Beautiful Lie" (Joachim Garraud Remix) – Keemo and Tim Royko featuring Cosmo Klein
13. "Man with the Red Face" – Mark Knight and Funkagenda

## Fuck Me I'm Famous - Ibiza Mix 2009(2009)
The Ibiza Mix 2009 fue lanzado el 21 de agosto de 2009 por Positiva Records. «GRRRR» fue lanzado como sencillo del álbum el 19 de octubre de 2009. En Francia el álbum fue lanzado el 12 de junio de 2009, que contiene un bonus track y un DVD.
1. "When Love Takes Over" (Electro Extended Mix) – David Guetta featuring Kelly Rowland
2. "Believe" (2009 Remix) – Ministers de la Funk vs. Antoine Clamaran & Sandy Vee feat. Jocelyn Brown
3. "Boom Boom Pow" (Electro-Hop Remix) – The Black Eyed Peas
4. "Leave the World Behind" – Axwell, Sebastian Ingrosso, Steve Angello, Laidback Luke feat. Deborah Cox
5. "Riverside" – Sidney Samson
6. "Day 'n' Nite" (Bingo Players Remix) – Kid Cudi vs. Crookers
7. "Thief" – Afrojack
8. "Let The Bass Kick" – Chuckie
9. "My G*O*D - Guns On Demo" – Laidback Luke
10. "Rockerfeller Skank" – Fatboy Slim vs. Koen Groeneveld
11. "Amplifier" (Club Mix) – F.L.G
12. "GRRRR" – David Guetta
13. "Cyan" – Arno Cost
14. "The Answer" (Dabruck & Klein Extended Remix) – Joachim Garraud
15. "Times Like These" (Club Mix) – Albin Myers

Deluxe Edition Bonus Track
12. "Where Is Love" - F.L.G.
Deluxe Edition Bonus DVD
1. "F.M.I.F Summer of Love" (Compilation Video)

## Fuck Me I'm Famous - Ibiza Mix 2010(2010)
The Ibiza Mix 2010 fue lanzado el 26 de julio de 2010 por Positiva Records.
1. "Gettin' Over You" (Extended Mix) – David Guetta & Chris Willis featuring Fergie & LMFAO
2. "On The Dancefloor" (Extended Mix) – David Guetta featuring apl.de.ap & will.i.am
3. "Rock That Body" – Black Eyed Peas
4. "Flashback" (David Guetta Remix) – Calvin Harris
5. "Louder than Words" (Extended Short) – David Guetta & Afrojack featuring Nile Mason
6. "I'm In a House" (Sharam Lovefest Remix) – Steve Aoki featuring Zuper Blahq
7. "Rave'n'Roll" – Steve Angello
8. "I'll Be There" – Afrojack & Gregor Salto
9. "Walk With Me" (Axwell vs. Daddy's Groove Remix) – Prok & Fitch
10. "50 Degrees" – David Guetta
11. "The World Is Yours" – Sidney Samson
12. "Who's In The House" (Chuckie Remix) – Chris Kaeser
13. "Put Your Hands Up" – Koen Groeneveld & Mark Knight
14. "Hey Hey" (Riva Starr Paradise Garage Remix) – Dennis Ferrer
15. "Glow" – Cirez D
16. "Strobe" – Deadmau5

## Fuck Me I'm Famous - Ibiza Mix 2011(2011)
The Ibiza Mix 2011 fue lanzado el 18 de julio de 2011 por Positiva Records.
1. "Where Them Girls At" (Nicky Romero Remix) – David Guetta featuring Flo Rida & Nicki Minaj
2. "Sweat" (David Guetta & Afrojack Dub Mix) – Snoop Dogg
3. "Rapture" (Avicii New Generation Extended FMIF Remix) – Nadia Ali
4. "Beautiful People" (Felix Cartal Club Mix) – Chris Brown featuring Benny Benassi
5. "Turn Up The Volume" – AutoErotique
6. "Pandemonium" – David Guetta & Afrojack featuring Tara McDonald
7. "Replica" – Afrojack
8. "Little Bad Girl" (Instrumental Club Mix) – David Guetta
9. "Detroit Bounce" – Chuckie
10. "Duel" – Third Party
11. "The Moment" (Steve Angello Edit) – Tim Mason
12. "Bass Line" – David Guetta
13. "Lise" – Arno Cost
14. "Sinnerman" – Sean Miller & Daniel Dubb
15. "Doin' Ya Thang" – Oliver $

## Fuck Me I'm Famous – Ibiza Mix 2012(2012)
The Ibiza Mix 2012 fue lanzado el 29 de junio de 2012 mediante el sello EMI Records.
1. "Turn Me On" (Michael Calfan Remix) – David Guetta featuring Nicki Minaj
2. "You Can't Stop Me" – Afrojack & Shermanology
3. "Wild One Two" – Jack Back featuring David Guetta, Nicky Romero & Sia
4. "Million Voices" – Otto Knows
5. "Silhouettes" – Avicii
6. "The Veldt" – Deadmau5
7. "Feel So Close" – Calvin Harris
8. "Metropolis" – David Guetta & Nicky Romero
9. "Get Low" – Sidney Samson
10. "Cascade" – Tommy Trash
11. "Greyhound" – Swedish House Mafia
12. "Quasar" – Hard Rock Sofa
13. "Bong" – Deniz Koyu
14. "WTF!?" – Nicky Romero & ZROQ
15. "I Can Only Imagine" (David Guetta & Daddy's Groove Remix) – David Guetta featuring Chris Brown & Lil Wayne

## Fuck Me I'm Famous – Ibiza Mix 2013(2013)
El recopilatorio The Ibiza Mix 2013 fue lanzado el 24 de junio de 2013 a través del sello discográfico EMI Records.
1. "Play Hard" (Albert Neve Remix) – David Guetta featuring Ne-Yo & Akon
2. "Sweet Nothing" – Calvin Harris featuring Florence Welch
3. "I Could Be the One" – Avicii vs. Nicky Romero
4. "Easy" – Mat Zo & Porter Robinson
5. "If I Lose Myself" – OneRepublic vs. Alesso
6. "Symphonica" – Nicky Romero
7. "Head Up" – Arno Cost
8. "Boom!" – Stevie Mink, Ivan Gough & Steve Bleas
9. "Cannonball" – Showtek & Justin Prime
10. "Ain't a Party" – David Guetta & Glowinthedark featuring Harrison
11. "Rasputin" – Hard Rock Sofa
12. "Wakanda" – Dimitri Vegas & Like Mike
13. "Who" – Tujamo & Plastik Funk
14. "This Is What It Feels Like" (David Guetta Remix) – Armin van Buuren featuring Trevor Guthrie
15. "Alive" (David Guetta Remix) – Empire of the Sun
16. "Dynamo" – Laidback Luke & Hardwell